# Elkhorn (Califòrnia)
Elkhorn és una concentració de població designada pel cens dels Estats Units a l'estat de Califòrnia. Segons el cens del 2000 tenia 1.591 habitants.

## Demografia
Segons el cens del 2000, Elkhorn tenia 1.591 habitants, 523 habitatges, i 411 famílies. La densitat de població era de 126,4 habitants/km².
Dels 523 habitatges en un 35,4% hi vivien nens de menys de 18 anys, en un 65,8% hi vivien parelles casades, en un 8,8% dones solteres, i en un 21,4% no eren unitats familiars. En el 14,1% dels habitatges hi vivien persones soles el 3,3% de les quals corresponia a persones de 65 anys o més que vivien soles. El nombre mitjà de persones vivint en cada habitatge era de 3,04 i el nombre mitjà de persones que vivien en cada família era de 3,34.
Per edats la població es repartia de la següent manera: un 25,7% tenia menys de 18 anys, un 7,6% entre 18 i 24, un 29% entre 25 i 44, un 28,5% de 45 a 60 i un 9,2% 65 anys o més.
L'edat mediana era de 38 anys. Per cada 100 dones de 18 o més anys hi havia 104,5 homes.
La renda mediana per habitatge era de 70.370 $ i la renda mediana per família de 71.296 $. Els homes tenien una renda mediana de 40.662 $ mentre que les dones 36.274 $. La renda per capita de la població era de 24.999 $. Entorn del 4,5% de les famílies i el 9,8% de la població estaven per davall del llindar de pobresa.

## Poblacions més properes
El següent diagrama mostra les poblacions més properes.